# فیلیپ ویته
فیلیپ ویته (انگلیسی: Philip Witte؛ زادهٔ ۲۹ ژوئیه ۱۹۸۴) بازیکن هاکی روی چمن اهل آلمان است.
وی در مسابقات کشوری و بین‌المللی در مجموع برندهٔ ۲ مدال طلا، ۱ مدال نقره شده است.